# Asociación Nacional Paralímpica del Perú
La Asociación Nacional Paralímpica del Perú (ANPPERÚ) es la entidad que rige el movimiento paralímpico en el Perú. Fundado a mediados del 2015, recibió el reconocimiento del Instituto Peruano del Deporte el 10 de diciembre de ese mismo año. En junio del año siguiente, fue reconocido con plenos derechos por el Comité Paralímpico Internacional (IPC) y el Comité Paralímpico de las América (APC). 
Su primera presidenta es, desde entonces, Luisa Villar Gálvez, ex nadadora e impulsora de este movimiento en el Perú. 
La (ANPPERÚ) tiene a su cargo el desarrollo del Movimiento Paralímpico y rige los destinos de estos nueve deportes: Boccia, Fútbol para ciegos, Goalball, Para Atletismo, Para Natación, Tiro para deportivo y Para Powerlifting.
El Movimiento Paradeportivo en el Perú busca llevar a las personas con discapacidad, sea física, visual o intelectual, al alto nivel. A lo largo de la historia  A lo largo de la historia de los Juegos Paralímpicos ha obtenido 10 medallas en total:
María Teresa Chiappo (2)
Toronto 1976 ORO Para tenis de mesa
Toronto 1976 BRONCE Para atletismo
José Gonzales Mugaburu (1)
Toronto 1976 BRONCE: Para natación
Jimmy Eulert (5)
Atlanta 1996: ORO Para natación
Sydney 2000: ORO Para natación
Sydney 2000: PLATA Para natación
Atenas 2004: BRONCE Para natación
Atenas 2004: BRONCE Para natación
Angélica Espinoza C. (2)
Tokio 2020: ORO Para taekwondo K44
París 2024: ORO Para taekwondo K44
A nivel de Juegos ParaPanamericanos, Perú ha participado desde la edición de México 1999. 
| Sede                  |    |    |    | Total | Posición |
| --------------------- | -- | -- | -- | ----- | -------- |
| Ciudad de México 1999 | 3  | 4  | 4  | 11    | 11/18    |
| Mar de Plata 2003     | 2  | 2  | 2  | 6     | 10/28    |
| Río de Janeiro 2007   | 3  | 1  | 0  | 4     | 8/26     |
| Guadalajara 2011      | 0  | 0  | 1  | 1     | 20/42    |
| Toronto 2015          | 0  | 0  | 0  | 0     | -        |
| Lima 2019             | 5  | 3  | 7  | 15    | 10/33    |
| Santiago 2023         | 6  | 9  | 19 | 34    | 11/33    |
| Total                 | 19 | 19 | 33 | 71    | 10/41    |